# 김원구
김원구(1983년 7월 1일~)는 충청북도 청주 출생인 대한민국의 개그맨이다.

## 생애
청석고등학교를 졸업한 후 서울종합예술전문학교에서 MC개그학을 전공했다. 2009년 SBS 《'웃찾사 - 야옹아'》를 통해서 데뷔했다. 이후 웃찾사(2003~2010), 《개그투나잇》(2011~2013)에 출현했으며, 현재 《웃음을 찾는 사람들》(2013)의 다이나믹트리오 코너를 통해서 활동하고 있고 2016년 《오마이갓걸》 코너에서 활동하고 있다. 2012 SBS 연예대상 코미디부문 신인상을 받았다.

## 가족
- 아버지 : 김주상
- 어머니 : 김순덕

## 출연 작품
- SBS 《웃찾사》
  - 《죽여주시옵소서》
  - 《개투제라블》
  - 《연관검색어》
  - 《내남자》
  - 《다이나믹트리오》
  - 《역사 속 그날》일본군 아저씨 역
  - 《오 마이 갓 걸》
  - 《아가씨를 지켜라》큰아가씨 역
  - 《누가 진상인가》행패부리는 사람 역
- SBS 《일요일이 좋다 - 런닝맨》
- 유튜브-「[1등미디어]」(예체능1등역)
- 2015년 TV조선 & tvN 광복 70주년 특별기획 단막극《위대한 이야기 - 이주일의 못생겨서 죄송합니다》
- EBS 최고다 호기심딱지 - 호떡 역
- EBS 한자로 통(通)하는 삼국지 - 알통 역
- EBS 처음 타요 씽씽씽 - 탄다맨 역

## 그 외 활동

### 앨범
- 너모야 - 오마이갓걸 (2017년)